# Список музеев Ярославской области
- Музей-заповедник «Карабиха» (Карабиха)
- Музей Царевны-лягушки (Ростов)
- Мышкинский народный музей (Мышкин)
- Музей-заповедник «Ростовский кремль» (Ростов)
- Дом-музей академика А. М. Опекушина (Рыбницы)
- Любимский историко-краеведческий музей (Любим)
- Дом на Новинской (Тутаев)
- Музей художника-археолога Ф. Г. Солнцева (Борок)
- Музей-аквариум (Борок)
- Музей природы (Борок)
- Музей И. Д. Папанина (Борок)
- Мемориальный дом-музей Н. А. Морозова (Борок)
- Некоузский историко-краеведческий музей
- Мемориальная комната писателя-драматурга А. В. Сухово-Кобылина (Новый Некоуз)
- Литературный музей «Абакумцево» (Абакумцево)
- Переславский железнодорожный музей (Талицы)

Переславль-Залесский
- Музей-усадьба «Ботик Петра I»
- Музей утюга
- Музей чайников
- Переславский музей-заповедник
- Музей-усадьба Ганшиных

Рыбинск
- Рыбинский музей-заповедник
- Мемориальный Дом-музей академика А. А. Ухтомского
- Музей Мологского края им. Н. М. Алексеева

Углич
- Музей истории Углича
- Музей тюремного искусства
- Центральный музей истории гидроэнергетики России

Ярославль
- Ярославский музей-заповедник и символ города медведица Маша
- Музей «Космос»
- Древлехранилище ЯГУАК
- Мемориальный дом-музей М. Богдановича
- Дом муз
- Музей боевой славы
- Музей истории города Ярославля
- Музей «Музыка и время»
- Музей «Мой любимый Мишка»
- Ярославский художественный музей
- Музей при Ярославском естественно-историческом обществе
- Спасо-Преображенский монастырь
- Фёдоровское Евангелие
- Церковь Богоявления
- Церковь Ильи Пророка
- Церковь Иоанна Предтечи в Толчкове
- Церковь Николы Надеина
- Музей истории города Ярославля
- Городской выставочный зал им. Н. А. Нужина
- Музей «Литературная жизнь Ярославского края»
- Музей Максима Богдановича (Центр белорусской культуры)
- Мемориальный дом-музей Л. В. Собинова
- Музей имени Вадима Орлова